# Europeiska liberala ungdomsförbundet
Europeiska liberala ungdomsförbundet (engelska: European Liberal Youth, Lymec) samlar alla liberala ungdomsförbund i Europa och är en alleuropeisk organisation för att driva liberala frågor i Europa. Lymec är ungdomsförbund till Alliansen liberaler och demokrater för Europa (ALDE), där bland annat Centerpartiet och Liberalerna är medlemmar. Lymec samlar än 210 000 medlemmar från 58 olika medlemsorganisationer från 33 europeiska länder, bland medlemsorganisationerna finns svenska Centerpartiets ungdomsförbund, Centerstudenter och Liberala ungdomsförbundet.
Förbundets ledare, som bär titeln president heter Dan-Aria Sucuri och är medlem av det svenska ungdomsförbundet LUF. Organisationen har sitt säte i Bryssel.
Motsvarigheter inom andra politiska familjer är Europeiska folkpartiets ungdomsförbund (YEPP), som samlar alla konservativa och kristdemokratiska ungdomsförbund, och Unga europeiska socialdemokrater, som samlar socialdemokrater och socialister.

## Medlemsorganisationer[2]

### Fullvärdiga medlemmar
| Organisation                                                    | Akronym | Moderparti                                                            | Land                    |
| --------------------------------------------------------------- | ------- | --------------------------------------------------------------------- | ----------------------- |
| Jongeren Organisatie Vrijheid en Democratie                     | JOVD    | Folkpartiet för frihet och demokrati                                  | Nederländerna           |
| Centerpartiets ungdomsförbund                                   | CUF     | Centerpartiet                                                         | Sverige                 |
| Centerstudenter                                                 | CS      | Centerpartiet                                                         | Sverige                 |
| Civil Forum                                                     |         | Oberoende, men arbetar nära Partiet för frihet och framsteg (Belarus) | Belarus                 |
| Eesti Keskerakonna Noortekogu                                   | YAECP   | Centerpartiet (Estland)                                               | Estland                 |
| Reformierakonna Noortekogu                                      | ERPY    | Estniska reformpartiet                                                | Estland                 |
| Fédération des Etudiants Libéraux                               | FEL     |                                                                       | Belgien                 |
| Gibraltar Liberal Youth                                         | GLY     | Gibraltar Liberal Party                                               | Gibraltar               |
| Gioventù liberale italiana                                      | GLI     | Italiens liberala parti                                               | Italien                 |
| Giovani dell'Italia dei Valori                                  | GIV     | Italia dei Valori                                                     | Italien                 |
| Istirisk demokratisk ungdom                                     | IDY     | Istriska demokratiska församlingen                                    | Kroatien                |
| Jeunes MR                                                       |         | Mouvement Réformateur                                                 | Belgien                 |
| Jeunesse Democrate et Liberale du Luxembourg                    | JDL     | Demokratiska partiet (Luxemburg)                                      | Luxemburg               |
| Jonge Democraten                                                | JD      | Democraten 66                                                         | Nederländerna           |
| Jong-VLD                                                        |         | Öppna VLD                                                             | Belgien                 |
| Joventut Liberal d'Andorra                                      | JLA     | Partit Liberal d'Andorra                                              | Andorra                 |
| Joventut Nacionalista de Catalunya                              | JNC     | Convergència Democràtica de Catalunya                                 | Spanien                 |
| Junge Liberale Österreich                                       | JuLis   | Oberoende                                                             | Österrike               |
| Junge Liberale                                                  | JuLis   | FDP                                                                   | Tyskland                |
| Jungfreisinnige Schweiz                                         | JFS     | Schweiz frisinnade demokratiska parti                                 | Schweiz                 |
| Keskustan Opiskelijaliitto                                      | KOL     | Oberoende                                                             | Finland                 |
| Bundesverband Liberaler Hochschulgruppen                        | LHG     | Oberoende                                                             | Tyskland                |
| Liberaal Vlaams Studentenverbond                                | LVSV    | Oberoende                                                             | Belgien                 |
| Mladi Liberalno demokratske partije                             | mLDP    | Liberalno-demokratska partija                                         | Serbien                 |
| Cluburile Studenţeşti Liberale                                  | CSL     | Partidul Național Liberal                                             | Rumänien                |
| Liberal Youth                                                   | LY      | Liberaldemokraterna                                                   | Storbritannien          |
| Nationella rörelsen för stabilitet och framstegs ungdomsförbund | NDSV    | Nationella rörelsen för stabilitet och framsteg                       | Bulgarien               |
| Liberala ungdomsförbundet                                       | LUF     | Liberalerna                                                           | Sverige                 |
| Liberalno-Demokratska Mladina                                   | LiDeM   | Liberalno-Demokratska Partija                                         | Makedonien              |
| Lietuvos Liberalus Jaunimas                                     | LLJ     | Oberoende                                                             | Litauen                 |
| Mlada Liberalna Demokracija                                     | MLD     | Liberaldemokraterna (Slovenien)                                       | Slovenien               |
| Mladi Hrvatske Narodne Stranke                                  | mHNS    | Kroatiska folkpartiet – liberaldemokraterna                           | Kroatien                |
| Mladi hrvatski liberali                                         | MHL     | Kroatiska socialliberala partiet                                      | Kroatien                |
| Mladi Liberali                                                  | ML      | Sloboda a Solidarita                                                  | Slovakien               |
| Mladi Liberali Bosne i Hercegovine                              | MLBiH   | Liberalno Demokratska Stranka Bosne i Hercegovine                     | Bosnien och Hercegovina |
| Unge Venstre                                                    | UV      | Venstre (Norge)                                                       | Norge                   |
| Projekt: Polska                                                 |         | Oberoende                                                             | Polen                   |
| Radikal Ungdom                                                  | RU      | Radikale Venstre                                                      | Danmark                 |
| Centerungdomens Förbund i Finland                               | FCY     | Centern i Finland                                                     | Finland                 |
| Svensk Ungdom                                                   | SU      | Svenska folkpartiet                                                   | Finland                 |
| Tineretul Național Liberal                                      | TNL     | Partidul Național Liberal                                             | Rumänien                |
| Venstres Ungdom                                                 | VU      | Venstre (Danmark)                                                     | Danmark                 |
| Mladejko dvijenie za prava i svobodi                            | YMRF    | Rörelsen för rättigheter och friheter                                 | Bulgarien               |
| Zares aktivni                                                   | ZARES   | Zares                                                                 | Slovenien               |
| Organisation                                                    | Akronym | Moderparti                                                            | Land                    |

### Kandidatmedlemmar
| Organisation                                                    | Akronym | Moderparti                                      | Land         |
| --------------------------------------------------------------- | ------- | ----------------------------------------------- | ------------ |
| Armenian National Movement Youth                                | ANYM    | Armenian National Movement                      | Armenien     |
| Jaunųjų liberalcentristų aljansas                               | AYL     | Oberoende                                       | Litauen      |
| L²                                                              | L²      | Oberoende, tidigare Sociaal-Liberale Partij     | Belgien      |
| Musavats Ungdomsorganisation                                    |         | Musavat                                         | Azerbajdzjan |
| Republikansk Ungdom                                             |         | Georgiens Republikanska Parti                   | Georgien     |
| Nationella rörelsen för stabilitet och framstegs ungdomsförbund | NMSPY   | Nationella rörelsen för stabilitet och framsteg | Bulgarien    |
| Organisation                                                    | Akronym | Moderparti                                      | Land         |

### Observatörer
| Organisation                   | Akronym | Moderparti         | Land    |
| ------------------------------ | ------- | ------------------ | ------- |
| Ukrainas Europeiska Ungdom     | EUY     | Europeiska partiet | Ukraina |
| Norges Liberale Studentforbund | NLSF    | Venstre            | Norge   |
| Organisation                   | Akronym | Moderparti         | Land    |